# Alexandru Todea
Alexandru Todea (Teleac, 5 giugno 1912 – Târgu Mureș, 22 maggio 2002) è stato un arcivescovo cattolico e cardinale rumeno della Chiesa greco-cattolica rumena.

## Biografia
Alexandru Todea nacque a Teleac il 5 giugno 1912 ed era il tredicesimo dei sedici figli di Gheorghe e Maria Todea, due contadini.

### Formazione e ministero sacerdotale
Compì gli studi primari nel suo villaggio natale e a Căcuci, il paese natale della madre, non lontano da Teleac, e quelli secondari a Reghin. Studiò poi al Liceo San Basilio di Blaj. Nel 1933, nella sessione di giugno, superò l'esame di maturità.
Nell'autunno del 1933 fu ammesso all'Accademia di Teologia di Blaj nel primo anno. Dopo un anno di studi, nell'autunno del 1934, monsignor Vasile Suciu lo inviò a studiare al Pontificio Collegio Urbano a Roma. Studiò filosofia per anno e teologia per cinque anni.
L'11 dicembre 1938 fu ordinato suddiacono e diacono per l'arcieparchia di Făgăraș e Alba Iulia nella cappella del Collegio Pio-Romeno a Roma da monsignor Iuliu Hossu.
Il 25 marzo 1939, festa dell'Annunciazione, fu ordinato presbitero per l'arcieparchia di Făgăraș e Alba Iulia nella cappella del Collegio Pio-Romeno a Roma da monsignor Aleksandr Evreinov. Nel 1940, al termine degli studi, difese la sua tesi per il dottorato in teologia intitolata "Dottrina del Millennio, trattato esegetico-dogmatico" avendo come relatore padre Pietro Parente.
Nel 1940 tornò in patria per assumere l'incarico di segretario personale di monsignor Alexandru Nicolescu che morirà poco dopo. L'anno successivo divenne professore di religione presso la Scuola normale per insegnanti e poi al liceo per ragazzi "Basilio" e in altre scuole a Blaj. Insegnò religione, latino e italiano. Parlava correntemente anche la lingua francese. Dal 1945 fino all'ottobre del 1948 fu parroco e protopope di Reghin. Durante questo periodo fu arrestato più volte dalle autorità comuniste.

### Ministero episcopale
Dopo l'arresto dei vescovo greco-cattolici e la soppressione della Chiesa greco-cattolica rumena da parte del regime comunista vennero segretamente ordinati due vescovi. Il 30 novembre 1948 fu ordinato Ioan Ploscaru e il 6 marzo 1949 Ioan Dragomir.
Il 4 luglio 1950 papa Pio XII lo nominò vescovo titolare di Cesaropoli. La sua nomina venne suggerita da monsignor Pietro Parente, suo relatore di tesi. Ricevette l'ordinazione episcopale in segreto il 19 novembre successivo nella cappella del battistero della cattedrale di San Giuseppe a Bucarest dal vescovo titolare di Ceramussa Joseph Schubert. Oltre a loro due era presente solo padre George Gutiu. La Securitate apprese presto dell'ordinazione del nuovo vescovo.
Dopo la consacrazione, monsignor Todea continuò a vivere a Reghin e a essere attivo nella Chiesa clandestina. Il 31 gennaio 1951 fu nuovamente arrestato e portato nel quartier generale della Securitate a Reghin. Venne successivamente trasferito a Târgu Mureș, poi nella sede del Ministero dell'interno a Bucarest e infine a Jilava dove fu interrogato per tredici mesi. Al processo, celebrato il 15 febbraio 1952, il pubblico ministero chiese per lui la pena di morte. Il tribunale militare di Bucarest lo condannò ai lavori forzati a vita. Il 28 febbraio 1952 fu trasferito nel carcere di Sighetu Marmației dove erano già incarcerati tutti gli altri vescovi greco-cattolici, ad eccezione di monsignor Vasile Aftenie, morto in prigionia il 10 maggio 1950. In carcere aveva il compito di pulire il corridoio e altri luoghi. Nel 1964, in base all'amnistia concessa ai detenuti politici e dopo aver passato quattordici anni nel più duro carcere comunista, fu graziato, rilasciato e posto agli arresti domiciliari.
Nel mese di agosto del 1971 officiò a Solovăstru il funerale di suo zio, un evento a cui parteciparono circa quattromila persone, secondo i documenti della Securitate. Il protopope ortodosso di Reghin Mihai Ciobanu, contrario alla ripresa dell'attività pastorale di monsignor Todea, disse: "Io lo mando da dove è venuto [in prigione].
Il 14 marzo 1986 la Conferenza episcopale greco-cattolica tenne un incontro segreto, lo elesse suo capo e lo comunicò alla Santa Sede. Dopo la rivoluzione del 1989 la Chiesa greco-cattolica rumena poté uscire dalla clandestinità. Il 22 dicembre dello stesso anno riottenne la piena libertà. Aveva trascorso sedici anni in carcere e ventisette anni agli arresti domiciliari durante il periodo del regime comunista. Venne riconfermato capo della Chiesa greco-cattolica rumena. Il 12 marzo 1990 la Santa Sede pubblicò la sua condizione di vescovo.
Il 14 marzo 1990 papa Giovanni Paolo II lo nominò arcieparca metropolita di Făgăraș e Alba Iulia. Dallo stesso giorno al 1994 fu presidente della Conferenza episcopale della Romania.
Il 28 giugno 1991 papa Giovanni Paolo II lo creò cardinale e gli assegnò il titolo di Sant'Atanasio a Via Tiburtina.
Il 5 giugno 1992, giorno del suo ottantesimo compleanno, divenne cardinale non elettore e perse la possibilità di partecipare a un futuro conclave. Lo stesso anno fu colpito da un ictus che lo lasciò semi paralizzato e in sedia a rotelle.
Il 20 luglio 1994 papa Giovanni Paolo II accettò la sua rinuncia al governo pastorale dell'arcieparchia per motivi di salute.
Partecipò all'VIII assemblea generale ordinaria del Sinodo dei vescovi che ebbe luogo nella Città del Vaticano dal 30 settembre al 28 ottobre 1990 sul tema "La formazione dei sacerdoti nelle circostanze attuali" e alla I assemblea speciale del Sinodo dei vescovi per l'Europa che ebbe luogo nella Città del Vaticano dal 28 novembre al 14 dicembre 1991. Durante la XVIII congregazione generale del sinodo del 1990, il 12 ottobre, monsignor Todea prese la parola davanti ai pdri sinodali commuovendo tutti per il racconto inedito di una vita votata totalmente al servizio di Dio e del prossimo fino al martirio. Per dieci minuti interrotti da spontanei e calorosi applausi egli disse quanto aveva nel cuore: "Parlo a nome di una Chiesa, ramo della Chiesa Cattolica, che si chiama Chiesa Romena Unita con Roma. Il rito di questa Chiesa è il rito bizantino greco tradotto in lingua romena. I preti di questo rito possono essere celibatari oppure possono sposarsi prima dell'ordinazione. Dal punto di vista geografico è un'isola nell'oceano dell'Ortodossia. Parlo in nome della Chiesa che nel 1948 fu messa fuori legge dal partito comunista con la complicità della Chiesa Ortodossa romena, perché non voleva accettare la loro decisione: rinunciare al Capo della Chiesa, cioè al Papa. Parlo di una Chiesa martire, che ha vissuto 16 anni di prigione. Durante questo periodo, dei 12 vescovi che aveva, 5 sono morti in prigione, 2 nei monasteri ortodossi come prigionieri, e 2 dopo la liberazione con la salute rovinata. Sono ancora morti molti sacerdoti e fedeli, che tutti insieme hanno subito 1000 anni di prigione. Parlo in nome di una Chiesa la quale ha perso le chiese, ma ha trasformato le celle delle prigioni in tante e tante cappelle ed ha aperto i seminari nelle Catacombe romene del ventesimo secolo. La nostra preoccupazione principale è stata l'educazione dei giovani che volevano avvicinare questa Chiesa perseguitata. Durante il tempo della persecuzione furono ordinati circa 200 sacerdoti". Monsignor Todea informò i padri sinodali sulla preoccupazione avuta nei riguardi dei seminari sia in prigione, sia nella clandestinità. "Adesso, in relativa libertà compiamo sforzi per aprire tre accademie di teologia. I giovani desiderano conoscere a fondo i capisaldi della dottrina cattolica e la dottrina di San Tommaso su 'De Passionibus'".
Fece parte della segreteria generale del Sinodo dei vescovi dal 1990 al 1994. Fu membro onorario dell'Accademia rumena dal 1992 alla morte.
Morì nell'ospedale di Târgu Mureș alle 16 del 22 maggio 2002 all'età di 89 anni. È sepolto nella cripta della cattedrale della Santissima Trinità a Blaj.

## Numismatica
In data 29 ottobre 2012 la Banca nazionale della Romania mise in circolazione una moneta commemorativa dal valore nominale di 10 lei per commemorare il centesimo anniversario della nascita del cardinale Alexandru Todea. La moneta è in argento 999, a prova di qualità, pesa 31103 grammi e ha un diametro è di 37 mm. La moneta è di forma circolare e ha una tiratura di 500 esemplari.
Sul dritto è incisa l'immagine della cattedrale della Santissima Trinità a Blaj, il valore nominale "10 LEI", lo stemma della Romania e, lungo il bordo della moneta, l'anno di emissione "2012" e la scritta "ROMANIA și CATEDRALA SF. TREIME, BLAJ".
Sul rovescio della medaglia è inciso il ritratto del cardinale Alexandru Todea, le date "1912" e "2002" e la scritta "CARDINALUL ALEXANDRU TODEA".
Pur essendo rivolta ai collezionisti, la moneta può circolare liberamente.
Ogni esemplare è confezionato in una capsula in metacrilato trasparente ed è accompagnata da un libretto di serie con testi in rumeno, inglese e francese. Il libretto include un certificato di autenticità numerato e firmato dal governatore della Banca nazionale della Romania e dal cassiere capo.

## Opere
- Pentru tine învățătoare apostolă, Tipografia Seminarului Blaj, 1942 (firmato "Padre Todea")
- Cascada Tinereții, Tipografia "Lumina" - Miron Roșu, Blaj, 1943 (Firmato "Dott. Alexandru Todea, prete-professore")
- Rugăciunea tineretului, Tipografia "Lumina" Miron Roșu, Blaj, 1945 (Firmato "Dott. Alexandru Todea, professore", un libro di preghiere di 400 pagine)

## Genealogia episcopale e successione apostolica
La genealogia episcopale è:
- Cardinale Scipione Rebiba
- Cardinale Giulio Antonio Santori
- Cardinale Girolamo Bernerio, O.P.
- Arcivescovo Galeazzo Sanvitale
- Cardinale Ludovico Ludovisi
- Cardinale Luigi Caetani
- Cardinale Ulderico Carpegna
- Cardinale Paluzzo Paluzzi Altieri degli Albertoni
- Papa Benedetto XIII
- Papa Benedetto XIV
- Cardinale Enrico Enriquez
- Arcivescovo Manuel Quintano Bonifaz
- Cardinale Buenaventura Córdoba Espinosa de la Cerda
- Cardinale Giuseppe Maria Doria Pamphilj
- Papa Pio VIII
- Papa Pio IX
- Cardinale Raffaele Monaco La Valletta
- Cardinale Francesco Satolli
- Cardinale Dennis Joseph Dougherty
- Arcivescovo Gerald Patrick Aloysius O'Hara
- Vescovo Joseph Schubert
- Cardinale Alexandru Todea

La successione apostolica è:
- Cardinale Lucian Mureșan (1990)
- Vescovo Vasile Hossu (1990)
- Arcivescovo George Guțiu (1990)